# 中溪站
中溪站（：／ Junggye yeok */?）是首爾地鐵7號線沿線的一座地下車站，位於韓國首爾特別市蘆原區中溪洞，韓語副站名為「韓國聖書大」（한국성서대）。

## 車站結構
站體為1面2線島式月台的地下車站，候車月台設有月台幕門，並有6處出口。

### 月台配置
| 蘆原 ↑   |
| 下 上 \| |
| ↓ 下溪   |

| 月台 | 路線           | 目的地                         |
| ---- | -------------- | ------------------------------ |
| 上行 | ●首爾地鐵7號線 | 蘆原、道峰山、長岩方向         |
| 下行 | ●首爾地鐵7號線 | 泰陵、溫水、富平區廳、石南方向 |

## 歷史
- 1996年10月11日：落成啟用。

## 車站周邊
- 首爾蘆原警察署
- 蘆原區民體育中心
- 蘆原青少年修煉館
- 蘆海近鄰公園
- 樂天瑪特中溪店
- 蘆原馬得體育場（朝鲜语：노원마들스타디움）
- 馬得綜合社會福祉館
- 佛岩中學
- 中原中學
- 首爾IT高校
- 大眞女子高校
- 救援小英雄波力兒童交通公園
- 仁濟大學附設上溪白醫院（朝鲜语：인제대학교 상계백병원）
- 中溪近鄰公園
- 中溪老人綜合福祉館
- 韓國聖書大學（朝鲜语：한국성서대학교）
- 首爾中原初等學校
- 首爾清溪初等學校

## 圖片

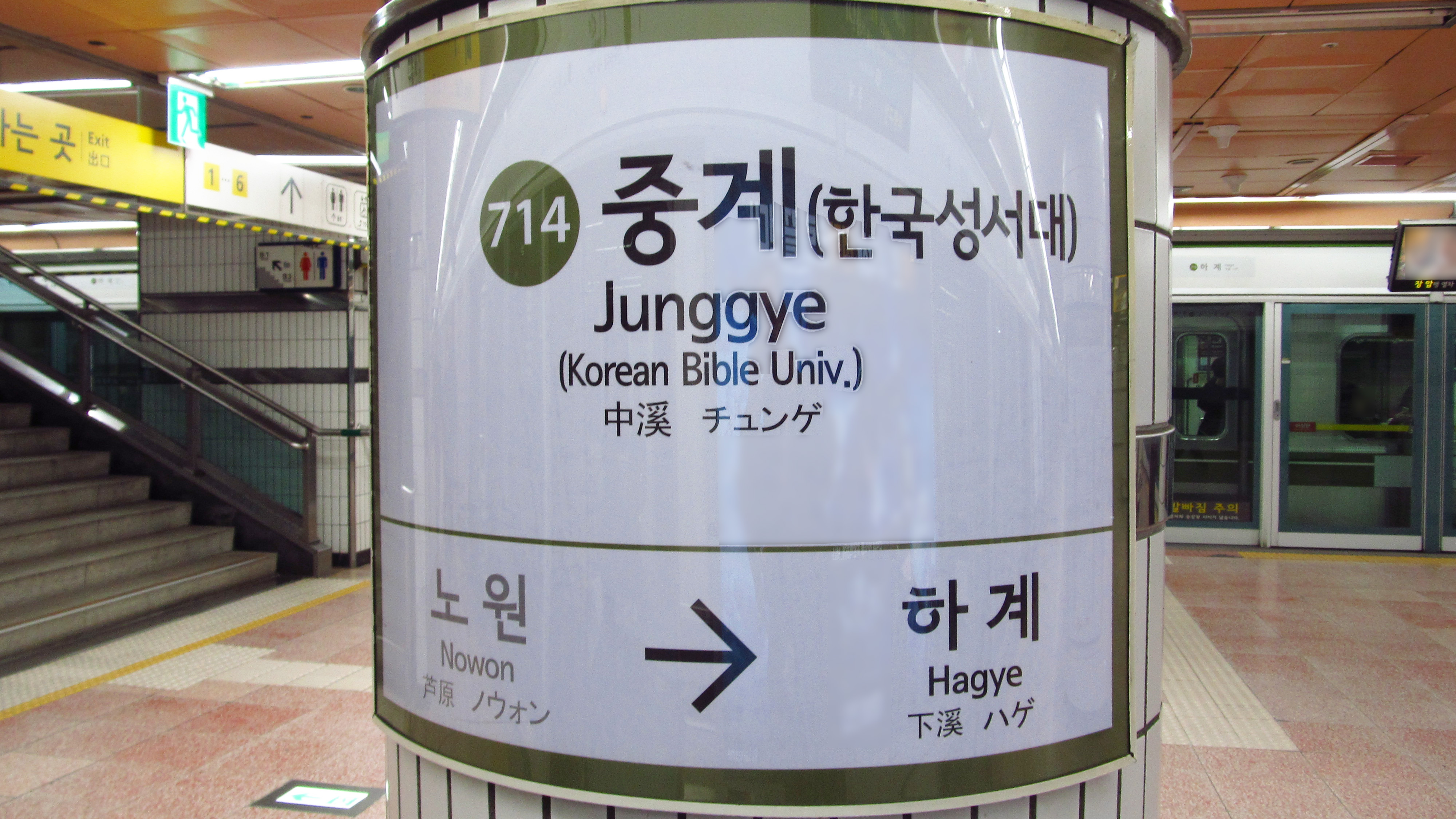
站名牌
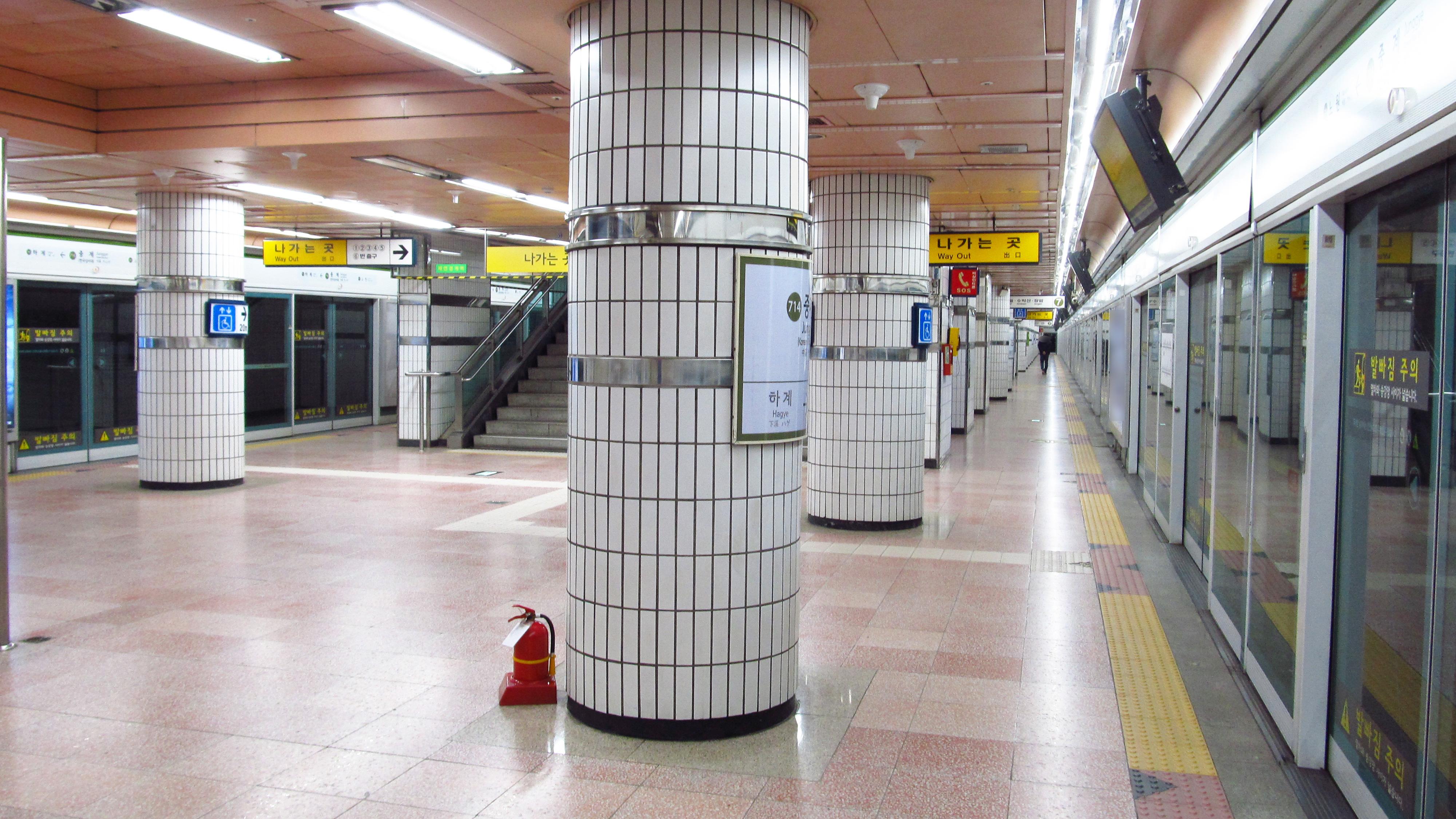
候車月台
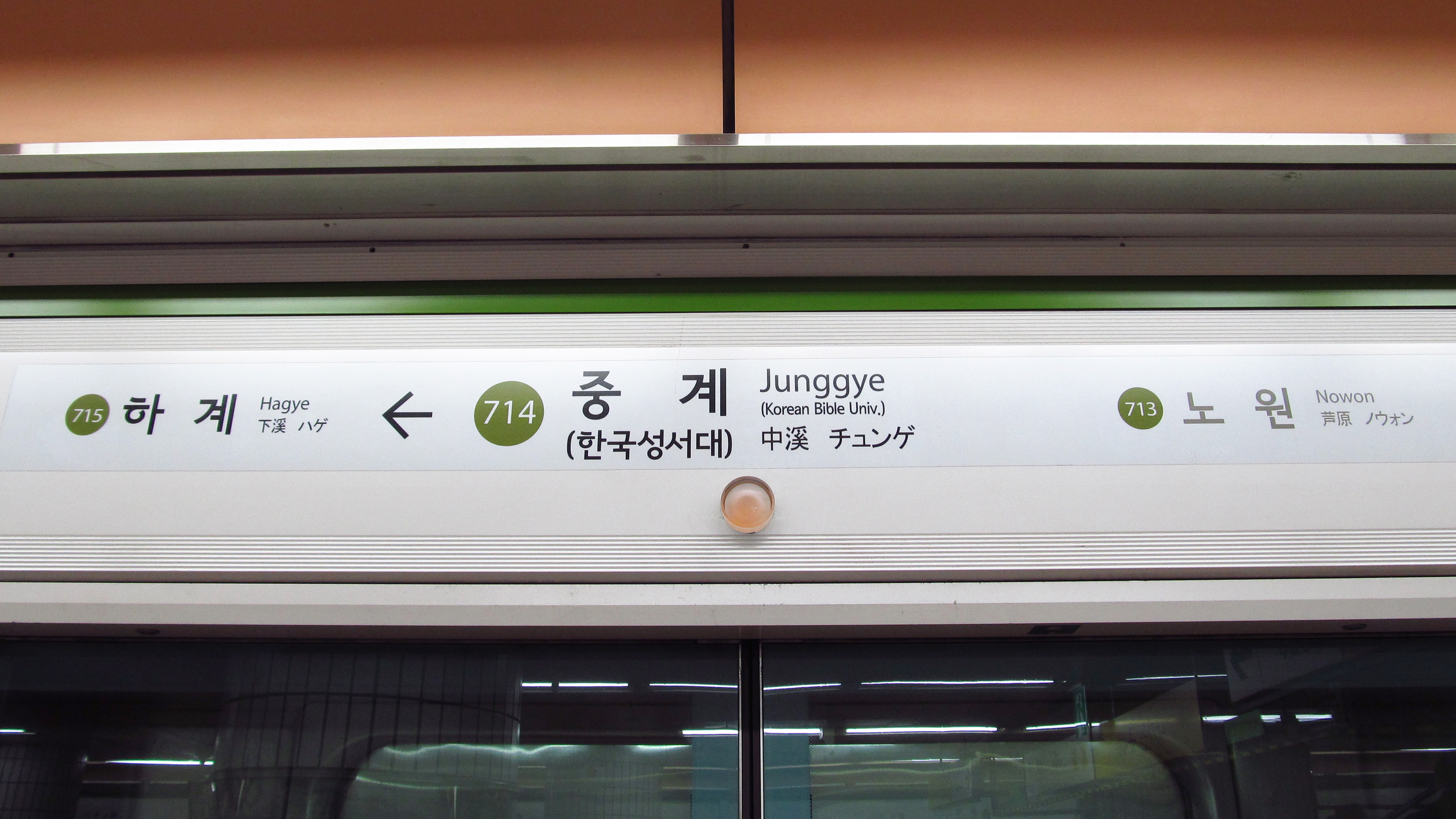
月台門資訊板
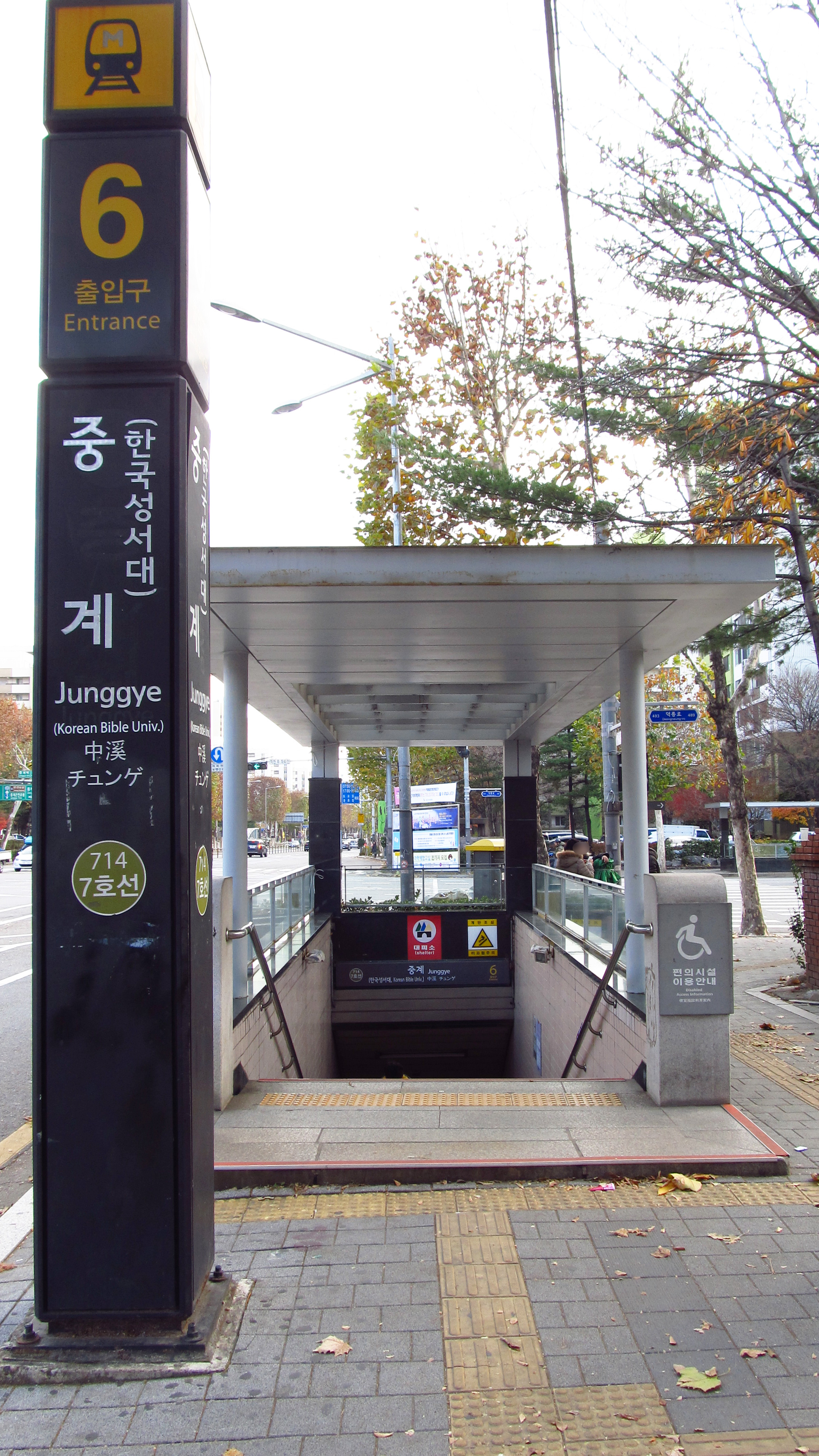
6號出口

## 相鄰車站
首爾交通公社
●首爾地鐵7號線
蘆原（713）－中溪（714）－下溪（715）